# Pseudomesauletes nepalensis
Pseudomesauletes nepalensis is een keversoort uit de familie Rhynchitidae. De wetenschappelijke naam van de soort is voor het eerst geldig gepubliceerd in 1974 door Voss.